# 彌香
彌香是由林邊動漫繪師草野神樂所創的動漫人物，與其姐姐彌舞，妹妹彌雪合稱「高屏少女KG-Girls」。

## 人物造型
彌香最初創建目的是希望能用來推廣林邊鄉特產「蓮霧」，故其人物外型採用蓮霧的意象進行設計，例如其髮型和髮色與蓮霧相近，再加上代表葉子的綠色頭巾，故有「蓮霧妹」的外號。然而由於並沒有獲得林邊鄉農會採用，因而並未朝這方面發展。

## 扮演角色
2016年7月，草野神樂與行政院農業委員會高雄區農業改良場合作，正式將彌香作為該場網路虛擬代言人，負責對外網路文宣及Facebook粉絲團諮詢服務等工作，而人物造型也改穿印有高雄農改場場徽的綠背心，希望能利用可愛的動漫人物形象吸引更多年輕族群對農業產生興趣。例如當有民眾在該場FB粉絲團詢問問題時，就以彌香的身分取代一般慣用的官方帳號出面解答問題；若有活動或政令宣導等對外文宣，也改以漫畫形式取代慣用的文字敘述來進行宣傳；甚至還將彌香列入改良場官方網站的員工行列之中。成為台灣各級農業政府機關中，第一個正式採用動漫虛擬人物作為官方代言人的範例。

## 周邊產品
彌香除了在網路社群活動外，高雄區農業改良場也曾製作印有彌香及改良場大門口圖案的一卡通，以及彌香人物造型的隨身碟，做為致贈來賓及在改良場受訓的農民學員之用。另外也製作不同造型的等身人物看板，除在各種活動時擺放供民眾合影照相外，也有作為指示會場方向的效果。